# Gunnar Höjer
Gunnar Höjer (Norrköping, 27 de janeiro de 1875 — Boden, 13 de março de 1936) foi um ginasta sueco que competiu em provas de ginástica artística.
Höjer é o detentor de uma medalha olímpica, conquistada na edição britânica, os Jogos de Londres, em 1908. Nesta ocasião, competiu como ginasta na prova coletiva. Ao lado de outros 37 companheiros, conquistou a medalha de ouro, após superar as nações da Noruega e da Finlândia.